# Ясенівка (Житомирський район)
Ясені́вка (колишні назви — Геймталь, Стара Буда) — село в Україні, в Житомирському районі, Житомирської області. Населення становить 216 осіб.

## Історія
Німецьке поселення, відоме як Геймталь (нім.— Heimtal, Heimthal). Пізніше мало ще одну назву серед місцевого населення — Стара Буда.
На 1885 рік тут проживало 541 особа, на 1910 — 593 особи.
У 1874 році побудовано лютеранську церкву. 1904 року при ній побудована вчительська семінарія. 

### У складі УРСР
На початку XX століття серед німців Волині поширювався кооперативний рух. З 30 квітня 1911 року у колонії почало діяти Товариство споживачів.
У 1920-х роках на території поселення діяла Старобудівська семирічна німецька школа, директором якої був Рудольф Іванович Пауль.
У лютому 1921 року в селі Стара Буда пройшов з'їзд учителів німецьких шкіл. Під час заходу розглядалося питання про започаткування німецької вчительської семінарії та курсів перепідготовки вчителів.

## Відомі люди
- Ковнацький Сергій Миколайович (1995—2018) — старший солдат Збройних сил України, учасник російсько-української війни.